# 愛媛県道209号美川松山線
愛媛県道209号美川松山線 （えひめけんどう209ごう みかわまつやません）は、愛媛県上浮穴郡久万高原町から松山市に至る一般県道である。

## 概要
上浮穴郡久万高原町有枝から松山市平井町に至る。

### 路線データ
- 起点：上浮穴郡久万高原町有枝（国道33号交点）
- 終点：松山市平井町（苅谷交差点、愛媛県道334号松山川内線交点）
- 未開通区間：上浮穴郡久万高原町上畑野川 - 東温市上林

## 路線状況

### 重複区間
- 愛媛県道153号落合久万線（上浮穴郡久万高原町菅生 - 上浮穴郡久万高原町下畑野川）
- 愛媛県道23号伊予川内線（東温市下林）
- 愛媛県道193号森松重信線（東温市田窪 - 東温市牛渕）
- 愛媛県道196号河中平井停車場線（松山市水泥町 - 松山市平井町）

### 道路施設

#### 橋梁
- 馬橋（内川、東温市）
- 平井橋（小野川、松山市、愛媛県道196号河中平井停車場線重複区間内）

## 地理

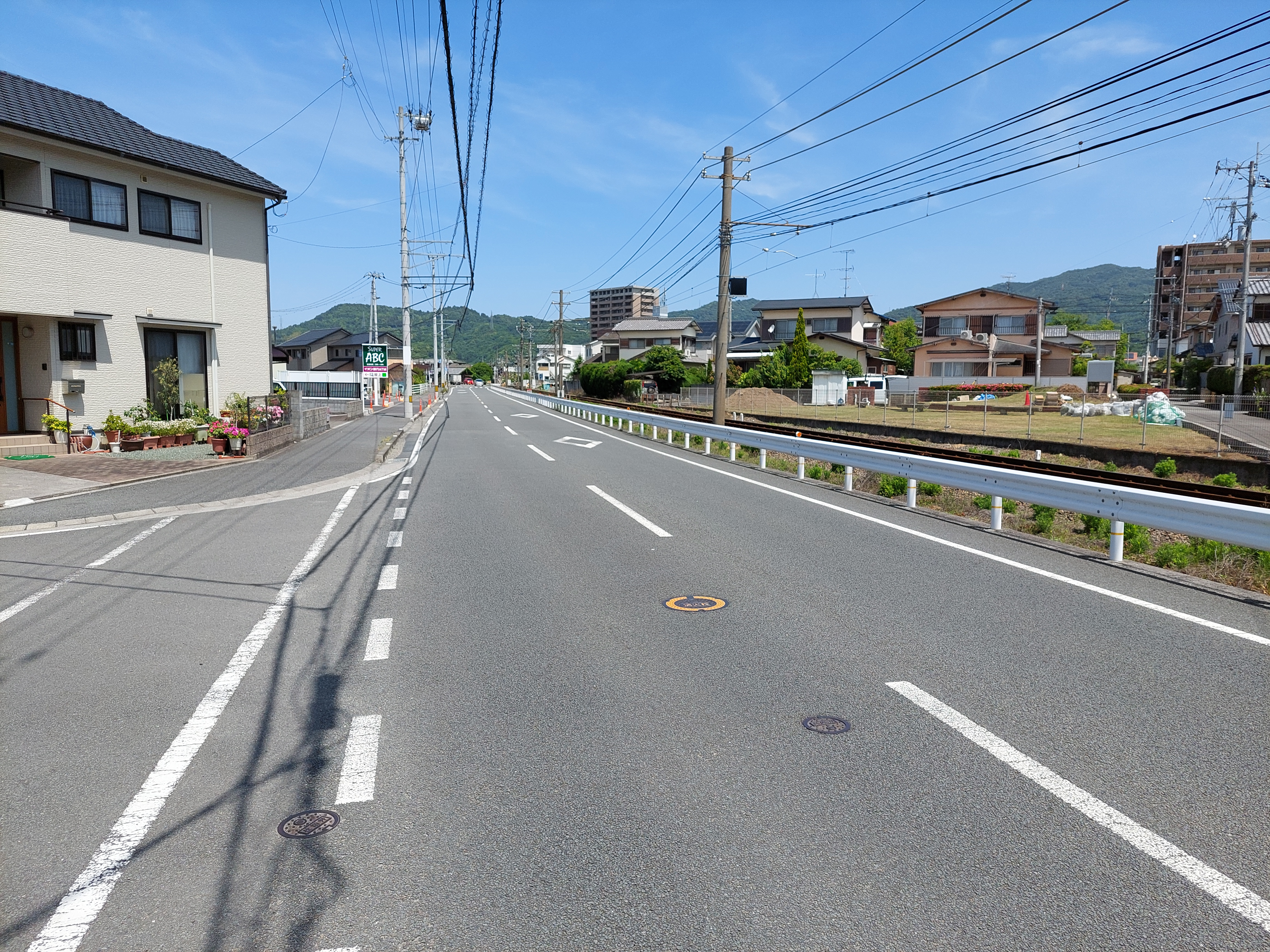
県道209号
松山市水泥町

### 通過する自治体
- 愛媛県
  - 上浮穴郡久万高原町 - 東温市 - 松山市

### 交差する道路
| 交差する道路                                                | 市町村名 | 市町村名   | 交差する場所 | 交差する場所      |
| ----------------------------------------------------------- | -------- | ---------- | ------------ | ----------------- |
| 国道33号 国道440号 重複                                     | 上浮穴郡 | 久万高原町 | 有枝         | 起点              |
| 愛媛県道153号落合久万線 重複区間起点                        | 上浮穴郡 | 久万高原町 | 菅生         |                   |
| 愛媛県道12号西条久万線 愛媛県道153号落合久万線 重複区間終点 | 上浮穴郡 | 久万高原町 | 下畑野川     |                   |
| 未供用区間                                                  |          |            |              |                   |
| 愛媛県道23号伊予川内線 重複区間起点                         | 東温市   | 東温市     | 下林         |                   |
| 愛媛県道23号伊予川内線 重複区間終点                         | 東温市   | 東温市     | 下林         |                   |
| E11 松山自動車道                                            | 東温市   | 東温市     | 田窪         | 12-1 東温SIC      |
| 愛媛県道193号森松重信線 重複区間起点                        | 東温市   | 東温市     | 田窪         |                   |
| 愛媛県道193号森松重信線 重複区間終点                        | 東温市   | 東温市     | 牛渕         |                   |
| 国道11号 国道494号 重複                                     | 東温市   | 東温市     | 牛渕         |                   |
| 愛媛県道196号河中平井停車場線 重複区間起点                  | 松山市   | 松山市     | 水泥町       |                   |
| 愛媛県道196号河中平井停車場線 重複区間終点                  | 松山市   | 松山市     | 平井町       |                   |
| 愛媛県道334号松山川内線                                     | 松山市   | 松山市     | 平井町       | 苅谷交差点 / 終点 |

### 交差する鉄道
- 伊予鉄道横河原線

### 沿線
- 畑野川郵便局
- 久万高原町立畑野川小学校
- 皿ヶ峰キャンプ場
- 東温市立上林小学校
- 拝志郵便局
- 東温市立拝志小学校
- 東温市立南吉井小学校
- 伊予鉄道横河原線
  - 牛渕団地前駅 - 梅本駅 - 平井駅

### 峠
- 上林峠（上浮穴郡久万高原町 - 東温市）